# Bataillon de tirailleurs sénégalais de l'Afrique-Équatoriale française
Ne doit pas être confondu avec Bataillon de l'Afrique-Équatoriale française.
Le bataillon de tirailleurs sénégalais de l'Afrique-Équatoriale française (BTS/AEF) est un bataillon des troupes coloniales françaises, stationné au Gabon et au Congo français, en Afrique-Équatoriale française, dans l'entre-deux-guerres.

## Création et différentes dénominations
- 1er janvier 1923 : formation du bataillon de tirailleurs sénégalais de l'Afrique-Équatoriale française (BTS/AEF) à partir du Bataillon no 1 de l'Afrique-Équatoriale française
- 1939 : se dédouble en bataillon de tirailleurs du Moyen-Congo et bataillon de tirailleurs du Gabon

## Historique
Le bataillon est créé le 1er janvier 1923 lorsque le bataillon no 2 de l'AEF (bataillon du Moyen-Congo) est dissous. Le bataillon no 1, bataillon du Gabon, devient bataillon de tirailleurs sénégalais de l'AEF (BTS/AEF), à quatre compagnies. La 3e compagnie du bataillon du Moyen-Congo passe au bataillon.
En 1930, le BTS/AEF compte trois compagnies, la 1re à Brazzaville, avec un groupe de mitrailleuses et une section d'artillerie, la 2e à Makokou et la 3e à Libreville, où stationne également l'état-major du bataillon.
En 1939, le BTS/AEF se dédouble et le bataillon de tirailleurs du Gabon et le bataillon de tirailleurs du Moyen-Congo sont recréés,.

## Personnalités ayant servi au bataillon
- Nadjirom Mouniro, compagnon de la Libération, sert au bataillon de 1925 à 1927 ;
- Hippolyte Piozin, compagnon de la Libération, est sous-lieutenant (puis lieutenant) au bataillon de 1937 à 1939 ;
- Aimé Teisseire, compagnon de la Libération, est sergent au bataillon de 1938 à 1939.